# Robert Bodley
Robert Bodley (n. 31 iulie 1878, Cape Town, Colonia Capului – d. 6 noiembrie 1956, Port Shepstone, KwaZulu-Natal, Africa de Sud) a fost un trăgător de tir ce a reprezentat Africa de Sud, medaliat olimpic. A participat la două ediții ale Jocurilor Olimpice (1912, 1920) în care a câștigat o medalie de argint.